# Ouzouer-le-Doyen
Ouzouer-le-Doyen là một xã thuộc tỉnh Loir-et-Cher trong vùng Centre-Val de Loire miền trung nước Pháp.